# تپه باغ نجف خان ۲
تپه باغ نجف خان ۲ مربوط به عصر آهن است و در شهرستان مانه و سملقان، دهستان آلمه، ۳۰۰ متری جنوب غربی روستای درکش واقع شده و این اثر در تاریخ ۱۸ شهریور ۱۳۸۷ با شمارهٔ ثبت ۲۳۲۶۳ به‌عنوان یکی از آثار ملی ایران به ثبت رسیده است.